# King's Cup (tennis)
King's Cup var en europeisk lagtävling i tennis som spelades inomhus 1936–1985.
Den svenske kungen Gustaf V tog initiativet till tävlingarna och donerade samtidigt ett vandringspris för den nystartade turneringen. Priset benämndes H.M. King Gustaf V of Sweden Cup eller bara King's Cup. Tävlingarna organiserades som en inomhusturnering motsvarande Davis Cup med en All Comers Round och en slutlig final, Challenge Round, där segraren i finalen i All Comers Round fick möta titelhållaren. Slutfinalen spelades alltid i titelhållarens land. Den allra första finalen spelades mellan Sverige och Frankrike i den nybyggda SALK-hallen i Alvik, Stockholm. Pådrivande för bygget av SALK-hallen och att förlägga tävlingarna dit var Marcus Wallenberg. Det franska laget var representerat bland annat av världsstjärnorna Jean Borotra och Jacques Brugnon och för Sverige spelade Kalle Schröder, Curt Östberg, Ingvar Garell och Nils Rohlsson. Frankrike vann med 4–1 i matcher. Efter prisutdelningen blev båda lagen av kungen inbjudna till Stockholms slott på middag.      
Efter ett uppehåll under andra världskriget från 1939 till 1952 omorganiserade det Europeiska tennisförbundet tävlingarna så att alla lag deltog på lika villkor genom hela turneringen, med undantag av att det föregående årets mästarlag alltid skulle ha hemmamatcher. År 1976 omorganiserades tävlingarna ytterligare en gång och spelades fram till 1985 som en liga. Därefter har turneringen upphört. 

## Antal segrar per nation
- Sverige (10 gånger)
- Danmark (6 gånger)
- Tyskland inklusive Västtyskland (4 gånger)
- Storbritannien (4 gånger)
- Tjeckoslovakien (4 gånger)
- Frankrike (3 gånger)
- Jugoslavien (1 gång)
- Spanien (1 gång)
- Ungern (1 gång)